# Bowman (Quebec)
Bowman es un municipio canadiense situado en la provincia de Quebec.

## Superficie
Bowman tiene una superficie de 126,4 km².

## Demografía
En 2021, tenía 667 habitantes, una densidad poblacional de 5,3 hab./km², y 546 viviendas.